# El muñeco de nieve (novela)
El muñeco de nieve (en noruego, Snømannen) es una novela policíaca escrita por Jo Nesbø en el año 2007. Es la séptima novela de la serie del detective Harry Hole. 

## Argumento

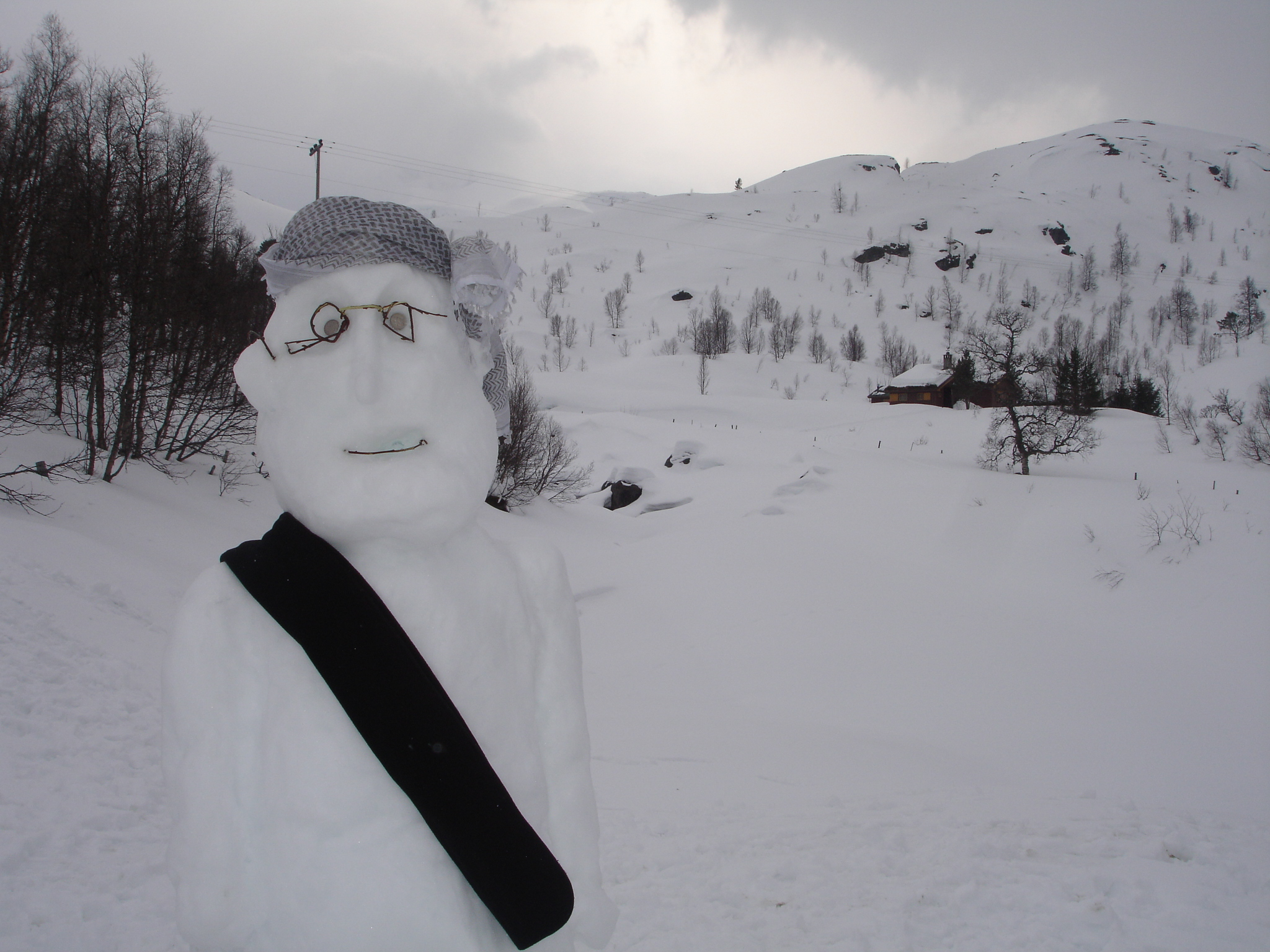
Un muñeco de nieve en Noruega, como los que refiere el autor.

El libro comienza en 1980, 24 años antes que la mayor parte de la novela. Una mujer casada mantiene relaciones sexuales con un amante en medio del día, mientras su hijo adolescente la espera en el auto fuera de la casa. La pareja interrumpe el acto cuando creen que están siendo observados desde el exterior de la ventana, pero resulta ser sólo un gran muñeco de nieve. Esta escena sólo se aclara cerca del final del libro, donde - tal como en otros flashbacks en los libros de Harry Hole - se provee una pista de la identidad del verdadero villano de la novela. 
El argumento principal ocurre en 2004, cuando el detective noruego Harry Hole investiga una serie reciente de asesinatos de mujeres alrededor de Oslo. Su experiencia en un curso de entrenamiento con el FBI le permite buscar la relación entre los casos, y descubre dos: cada víctima es una mujer casada, y luego de cada asesinato un muñeco de nieve aparece en la escena del crimen. 
Revisando viejos casos sin resolver, Hole se da cuenta de que está frente al primer asesino serial noruego, al descubrir que más mujeres desaparecieron y se cree que fueron secuestradas o asesinadas de la misma manera. Casi todas las víctimas desaparecieron luego de la primera nevada del inverno y un muñeco de nieve se encontró en la escena, hecho ignorado por los investigadores originales. 
Tras una mayor investigación, Harry y su equipo - incluyendo a Katrine Bratt, recientemente transferida a Oslo desde Bergen - comienzan a sospechar que problemas con respecto a la paternidad de los hijos de las víctimas podría ser un motivo para los asesinatos. Descubren que todos los niños tienen padres diferentes al que creen que es el verdadero. Los resultados de exámenes de ADN llevan a la investigación por caminos erróneos, y varios sospechosos son eliminados. 
En poco tiempo, Harry y Katrine se sienten atraídos - tanto personal como profesionalmente. En el pasado, él evitó tener aventuras con sus colegas femeninas, pero se siente tentado. Durante una fiesta del departamento, Katrine realiza avances que son repelidos por Harry, aunque luego él fantasea sobre ella. Es, sin embargo, más que una atracción sexual, ya que encuentra un espíritu afín, una detective brillante que puede darse cuenta de los detalles más ínfimos y entender las conexiones entre ellos. Katrine tiene, además, el mismo tipo de dedicación obsesiva hacia el trabajo, la misma que a Harry le costó su relación con su novia Rakel, con quien continúa viéndose a pesar del hecho de que ella está en una nueva relación. 
Eventualmente, se sospecha que Katrine Bratt es "El muñeco de nieve", luego de que intente incriminar a uno de los principales sospechosos. Harry la persigue por todo el país y logra atraparla en una escena del crimen anterior. Es detenida e internada en una unidad psiquiátrica. Los oficiales superiores de Hole deciden que el escándalo de haber permitido que una asesina serial trabajara en el caso sería dañino, y determinan que necesitan un chivo expiatorio. Debido a sus problemas de alcoholismo y mala reputación dentro del departamento de policía, se postula a Harry. 
Cuando otra víctima es descubierta, Hole comprende que el asesino aún está libre. Debido a un pensamiento desencadenado por un comentario azaroso, realiza una conexión vital que lo lleva a la identidad del verdadero criminal. Su éxito en atrapar al asesino hace innecesaria la necesidad de un chivo expiatorio y Katrine Bratt, luego de varios chequeos de estabilidad mental, regresa al Departamento de Policía de Bergen. 

## Recepción
Juan Carlos Galindo, de El País, consideró que El muñeco de nieve era la mejor novela de Nesbø hasta el momento, y que Harry Hole era un personaje «inmenso, dolorosamente humano, roto por el dolor y la soledad», encaramándolo «al primer puesto de la tabla clasificatoria de los policías más atormentados y adorables de la novela negra actual». Para María Fluxá, de El Mundo, El muñeco de nieve ubicó a Jo Nesbø como «el máximo exponente de la novela negra nórdica actual».
The Guardian consideró que era una novela «macabra y perturbadora», con una narrativa fuerte y acelerada así como una fuerte caracterización.

## Adaptaciones
En 2014 se anunció que el director sueco Tomas Alfredson sería el encargado de dirigir la adaptación cinematográfica de la novela, producida por Working Title Films. Alfredson sustituyó al estadounidense Martin Scorsese, el cual había sido elegido originalmente para dirigir la adaptación. En septiembre de 2015, Michael Fassbender se unió al proyecto como protagonista. El 14 de octubre de 2015 Rebecca Ferguson fue seleccionada para interpretar el papel principal femenino. La película se estrenó en 2017. 